# Sonntag
Sonntag è un comune austriaco di 692 abitanti nel distretto di Bludenz, nel Vorarlberg.